# Bristoli repülőtér
A Bristoli repülőtér (IATA: BRS, ICAO: EGGD) Anglia egyik nemzetközi repülőtere, amely Bristol közelében található. Éves utasforgalma 7 945 038 fő (2022).

## Futópályák
A repülőtér futópályái:
- 09/27 (2011 m, 45 m, aszfalt)

## Forgalom
Az utasforgalom az elmúlt években az alábbi módon változott:
| Utasok száma | 58 502 | 129 668 | 194 768 | 255 098 | 485 167 | 1 430 129 | 3 415 353 | 6 228 656 | 6 786 790 | 7 945 038 |
|              | 1961   | 1968    | 1975    | 1981    | 1988    | 1995      | 2002      | 2008      | 2015      | 2022      |